# 施溫格效應
施温格效应（Schwinger effect），施温格机制（Schwinger mechanism），或称为施温格电子对生成（Schwinger pair production），是描述物质由强电场产生的物理現象预测。在量子电动力学中，其预测了在電場中，電子-正電子對自發地產生，從而導致電場的衰減。最初由弗里茨索特于1931年提出，而重要工作由維爾納·海森堡和漢斯·海因里希·歐拉于1936年進行進一步拓展，儘管直到1951年朱利安·施溫格才給出完整的理論描述。

## 數學描述

無限多組與施溫格電子對生成相關的費曼圖。

恆定恆定電場中，施溫格電子對生成于產生自勻速標幺值，通常記作{\displaystyle \Gamma }。該值最先由施溫格計算得出，帶有係數{\displaystyle e^{2}}，電子所帶電荷量等於
{\displaystyle \Gamma ={\frac {(eE)^{2}}{4\pi ^{3}c\hbar ^{2}}}\sum _{n=1}^{\infty }{\frac {1}{n^{2}}}\mathrm {e} ^{-{\frac {\pi m^{2}c^{3}n}{eE\hbar }}}}
其中{\displaystyle m}是電子的質量，{\displaystyle E}是電場強度。此方程式不能在{\displaystyle e^{2}}作泰勒級數展開，這表明施溫格效應具有非微擾的性質。根據費曼圖，可以通過將如下圖中所示的無限多組費曼圖進行相加。圖中一個圓圈表示電子，圓圈上的波浪形“尾巴”代表帶有任意數量的光子的電子，每個光子都不帶能量。

## 實驗前景
由於對強電場的強度要求嚴苛，施溫格效應從未被實驗觀測過。當電場強度遠遠低於施溫格限制（相當於大約為{\displaystyle 10^{18}\,\mathrm {V} /\mathrm {m} }）時，電子對生成會變得指數地減緩。以現有設計的激光設備，這種電場強度是無法實現的，因此有眾多不同的解決途徑被提出以加快進程從而為實驗觀察而降低對電場強度的要求。